# جامعة لورين
جامعة لورين (بالفرنسية: Université de Lorraine)‏‏(UL) هي جامعة عامة في فرنسا تأسست في يناير 2012. نشأت من اتحاد عِدة جامعات منها جامعة نانسي، بدأت عملية الاندماج سنة 2009.
تنقسم الجامعة لقسمين واحد في نانسي ويُدرس (علم الأحياء، والرعاية الصحية، والإدارة)، والثاني في ميتز ويُدرس (التكنولوجيا، وعلم الطبيعة). في الجامعة 101 مركز أبحاث معتمد في 9 مجالات بحث.

## الأقسام
تحتوي جامعة لورين على 8 كليات أو أقسام وهي:
- الفنون والآداب واللغات.
- العلوم الإنسانية والاجتماعية.
- القانون والاقتصاد والإدارة.
- العلوم والتكنولوجيا.
- الصحة.
- التكنولوجيا.
- الهندسة.
- التفاعل.

## إحصائيات
يبلغ عدد طلاب الجامعة 52,478 طالب، منهم 9,858 طالب دراسات عليا.

## التاريخ
تأسست جامعة نانسي الأصلية سنة 1572 قريباً من مدينة بونت موسسون بواسطة تشارز الثالث. ثم انتقلت إلى مدينة نانسي سنة 1768. أُغلقت سنة 1793 من قبل الثوار، وأُعيد فتحُها سنة 1864.

## وصلات خارجية
- الموقع الإلكتروني